# ГЕС Singoli Bhatwari
ГЕС Singoli Bhatwari — гідроелектростанція, що споруджується на півночі Індії у штаті Уттаракханд. Знаходячись після ГЕС Phata Byung, становитиме нижній ступінь каскаду на річці Мандакіні, правій притоці Алакнанди, яка в свою чергу є лівою твірною Гангу.
У межах проекту річку перекриють бетонною гравітаційною греблею висотою 22 метри та довжиною 68 метрів, яка (разом з допоміжними спорудами) потребуватиме 77 тис. м3 матеріалу та екскавації 91 тис. м3 породи. Вона відводитиме ресурс до прокладеного під правобережним гірським масивом дериваційного тунелю довжиною 11,9 км з діаметром 4,7 метра. Далі вода через похилу напірну шахту довжиною 0,36 км з діаметром 3,8 метра та три короткі напірні водоводи з діаметрами 2,2 метра потраплятиме до наземного машинного залу. В системі також працюватиме вирівнювальний резервуар заввишки 103 метри з діаметром 10 метрів.
Основне обладнання станції становитимуть три турбіни типу Френсіс потужністю по 33 МВт, які використовуватимуть напір у понад дві сотні метрів та забезпечуватимуть виробництво 472 млн кВт-год електроенергії на рік.